# Crocus suaveolens
Crocus suaveolens là một loài thực vật có hoa trong họ Diên vĩ. Loài này được Bertol. miêu tả khoa học đầu tiên năm 1826.